# Distrito de Maca
El distrito de Maca es uno de los veinte distritos que conforman la provincia de Caylloma, en el departamento de Arequipa, bajo la administración del Gobierno regional de Arequipa, en el sur del Perú.
Desde el punto de vista jerárquico de la Iglesia católica forma parte de la Arquidiócesis de Arequipa.

## Historia

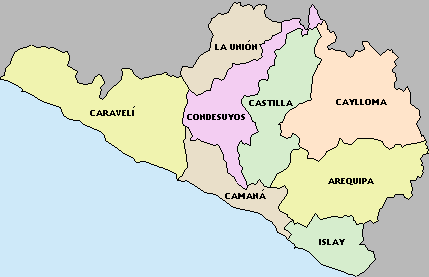
Provincias de Arequipa.

El distrito fue creado en los primeros años de la República.

## Geografía
La capital se sitúa en la margen izquierda del río Colca, a una altitud de 3 262 m s. n. m.

## Maca
La maca es una planta herbácea anual o bienal nativa de los Andes donde se cultiva por su hipocótilo comestible. Además de su uso alimentario, se sostiene que sus raíces poseen propiedades que aumentan la fertilidad. Los pobladores andinos desde la antigüedad la utilizaban para mejorar sus capacidades físicas y mentales.

## Patrimonio

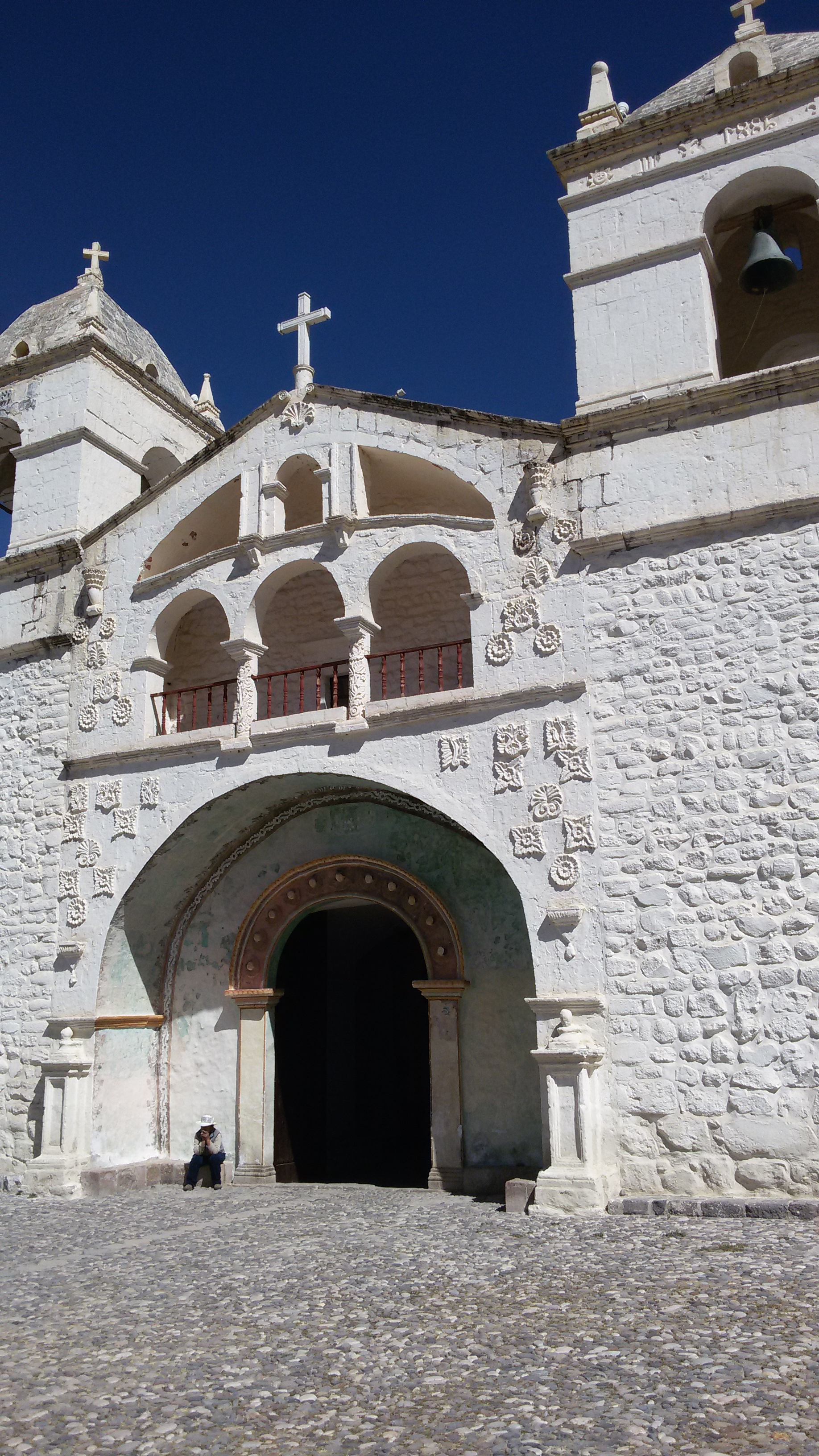
Iglesia de Santa Ana de Maca.

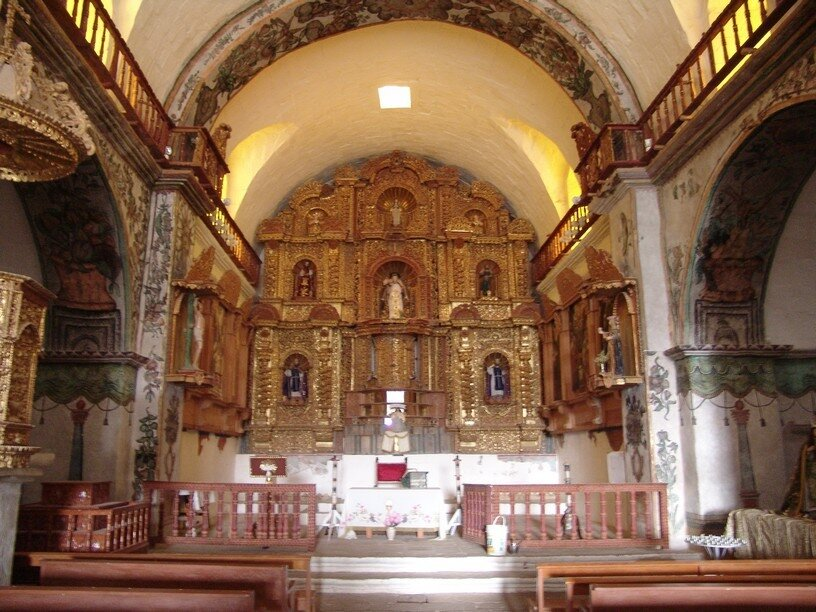
Iglesia de Santa Ana de Maca, altar.

La iglesia parroquial católica, conocida como Santa Ana de Maca, fue destruida por el sismo de 1991. Templo de estilo barroco mestizo, edificado en 1759, fue restaurado por Cooperación Española y abierto al culto en 2006.
- Centro arqueológico de Pachamarca.
- Centro arqueológico de Choquetico o Peña Blanca.

## Autoridades

### Municipales
- 2019 - 2022[4]
  - Alcalde: Sixto Indalecio Rosas Pari, de Arequipa Renace.
  - Regidores:

  1. Felimón Dulio Nina Chicaña (Arequipa Renace)
  2. Fely Eugenia Chicaña Nina (Arequipa Renace)
  3. Kely Rossmeri Vilca Huarca (Arequipa Renace)
  4. Jhonatan Luis Llaza Chiuche (Arequipa Renace)
  5. Juan Maximiliano Sánchez Ancco (Fuerza Arequipeña)

Alcaldes anteriores
- 2011-2014:[5] Genovo Bruno Chapi Suyo . (juntos).
- 2007-2010: Hugo Eulogio Apaza Nina.

## Festividades
- Santa Ana
- Virgen de la Candelaria.
- Virgen de la Asunción.